# Dournon (ruisseau)
Pour les articles homonymes, voir Dournon (homonymie).
Le ruisseau de Dournon est un cours d'eau français, de la Haute-Saône prenant sa source dans une enclave de la commune de Rioz, au lieu-dit "les Minettes" près de Dournon, et se jetant dans le ruisseau d'Anthon au niveau de Dournon,. Le ruisseau est essentiellement constitué d'eau de pluie, le niveau varie donc beaucoup.